# Tennis in the Face
Tennis in the Face est un jeu vidéo mêlant artillerie, puzzle et de tennis développé et édité par 10tons, sorti à partir de 2013 sur Windows, Mac, Nintendo Switch, PlayStation 3, PlayStation 4, Xbox One, Ouya, PlayStation Vita, iOS, Android, Windows Phone et BlackBerry.

## Système de jeu
Le joueur contrôle Pete Pagassi qui doit résoudre des puzzles physiques en tirant des balles de tennis. Le gameplay du jeu se rapproche de celui d'Angry Birds.

## Accueil
- Canard PC : 7/10[1]
- Nintendo Life : 7/10[2]

## Postérité
Il a été suivi par deux adaptations : Clowns in the Face dans lequel Pete Pagassi affronte des clowns et Baseball Riot dans lequel le joueur contrôle un joueur de baseball, Gabe Carpaccio.